# Lövstabruk

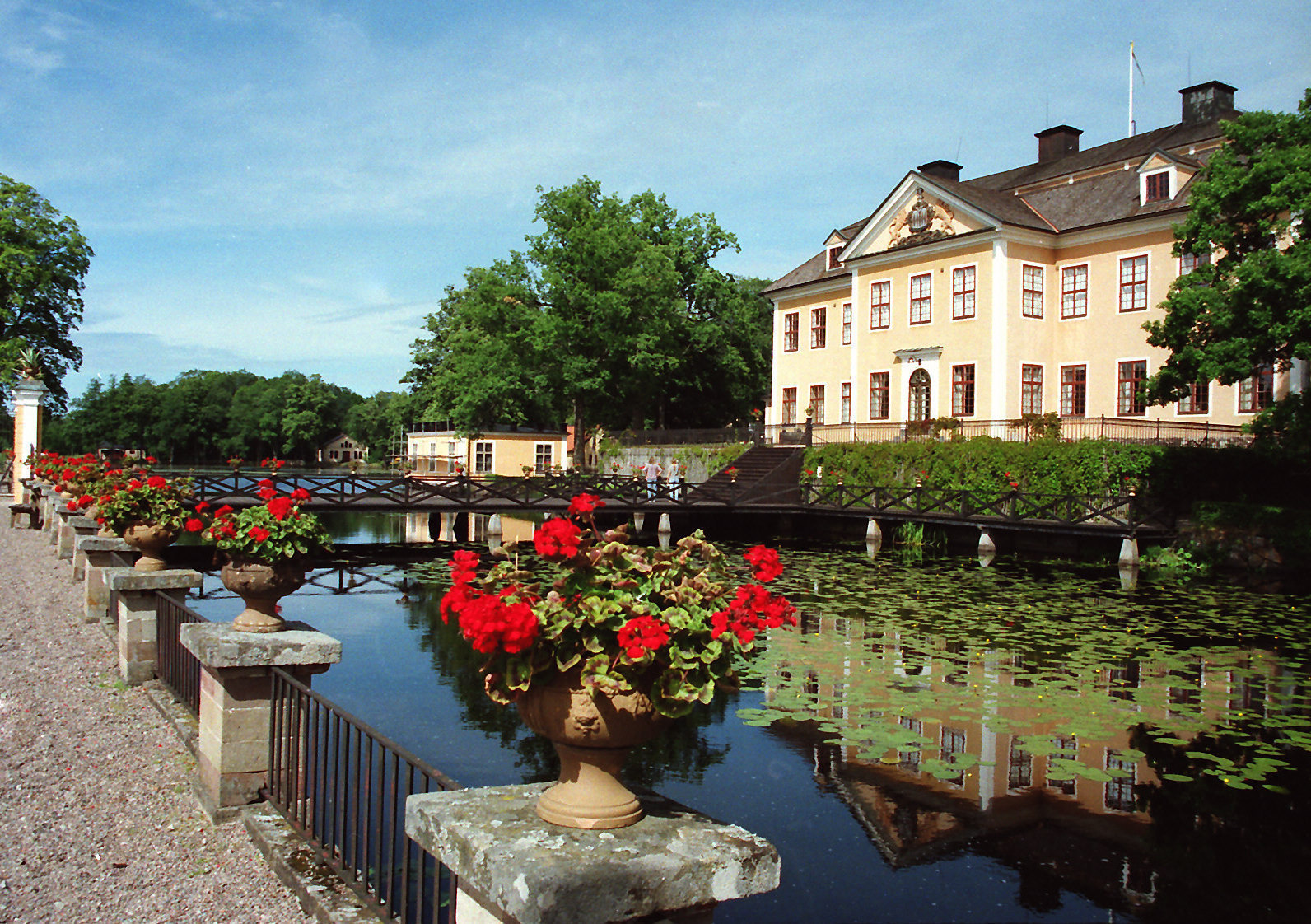
Lövstabruks Gutshaus

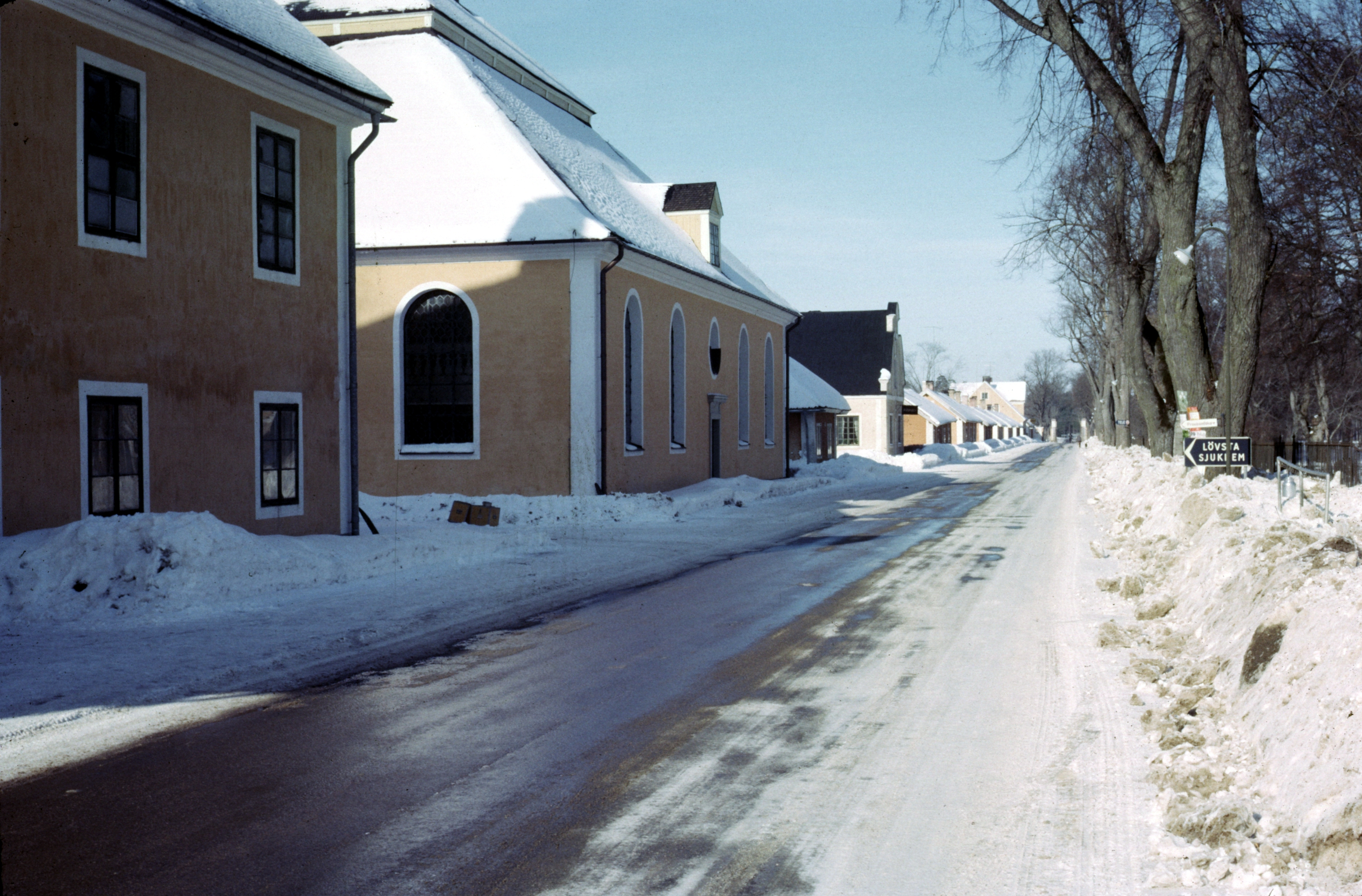
Lövstabruk

Lövstabruk (früher Leufsta bruk) ist ein Ort (småort) in Österlövsta socken in der Gemeinde Tierp mit circa 100 Einwohnern. Lövstabruk hat eine international bekannte Wallonen-Hütte – eine Eisenhütte, in der in früheren Zeiten überwiegend Wallonen beschäftigt waren. Im Ort gibt es unter anderem das Gutshaus und die Kirche von Lövstabruk. In der Kirche befindet sich eine berühmte Cahmanorgel.
In früherer Zeit war Lövstabruk im größeren Umfang für Eisenverarbeitung bekannt. Die Eisenhütte befand sich dort, wo sich heute Risforsån befindet und verfügte bereits im Jahre 1660 über zwei Schmelzöfen und drei große Schmiedehämmer (Wallonen-Schmiede). In der Epoche der De Geers war Lövstabruk das größte Eisenwerk im Land.

## Geschichte
Der Gutshof von Lövstabruk besteht aus einem zweigeschossigen Hauptgebäude mit zwei angebauten Seitenflügeln. In einigem Abstand zu diesen gibt es noch zwei halbrunde Flügel. Die Gebäude sind komplett aus Stein gebaut, im Gegensatz zu der sonst in Schweden üblichen Holzbauweise.
Dort wo Lövstabruk sich heute befindet, gab es schon in früherer Zeit ein eisenverarbeitendes Gewerbe. Die Betreiber waren Bauern von den umliegenden Höfen. Diese Eisenhütten nannte man Bauern-Hütten, im Gegensatz zur Krono-Hütte, welche sich ein Stück weiter flussaufwärts befand. Die Krono-Hütte wurde 1601 gegründet und arbeitete überwiegend für die schwedische Krone. Willem de Besche pachtete 1626 Olands härad (Härad = Eine alte administrative und geographische Einteilung) inklusive Lövsta- und „Hållnäs socken“, Österbybruk und der Hütte von Lövstabruk vom schwedischen Staat. Im Jahr 1627 wurde dieser Vertrag für De Besche und Louis De Geer um sechs Jahre verlängert. 1633 übernahm De Geer allein die Pacht der Eisenhütte von der schwedischen Krone. Diese wurde in den Jahren 1636, 1639 und 1642 verlängert. Im Jahr 1643 kaufte er die Krono-Hütte in Lövsta, Österby und die Gymo-Hütte inklusive vieler Häuser in Uppland aus dem Eigentum der Krone. 1646 wurde der Kaufvertrag von Prinzessin Christina bestätigt, als diese mündig wurde.
Louis de Geers Sohn, Emanuel De Geer, kaufte 1668 die oben erwähnte Bauern-Hütte und errichtete in Tobo einen Schmelzofen. Er setzte seinen Enkel Charles De Geer (1660–1730) als Erben über sein gesamtes Vermögen ein.
Am 25. und 26. Juli 1719 brannte die russische Flotte im Zuge der russischen Verwüstungen sowohl Lövstabruk inklusive Kirche und Pastorenhaus als auch die nächstgelegenen Gemeinden nieder. Charles De Geer baute sowohl die Eisenhütte als auch den Gutshof und die Kirche wieder auf. In seinem Testament ordnete er an, dass Lövstabruk, Åkerbys-Hütte und Karlholms-Hütte seinem Enkel, dem späteren Freiherren, Charles De Geer, zufallen und danach immer auf seine männlichen Nachkommen übergehen sollten, ähnlich dem Ahnenerbrecht. In der Zeit von Charles de Geer wurden Hillebolas, Strömsbergs, Västlands und Ullfors mit dem Stammbetrieb vereinigt.
Der Firmen-Komplex wurde in dieser Zeit von seinem Sohn, dem Kammerherren Charles De Geer (Der Jüngere) (1747–1805), zusammengehalten. Da dessen Sohn Carl De Geer (1781–1861) keinen männlichen Nachkommen zeugte, ging das Eisenunternehmen und mehrere andere Güter auf seine einzige Tochter Charlotta (1813–1888) über, welche mit dem Grafen B.J.E. von Platen verheiratet war. Das Ahnenerbrecht ging jedoch auf Karl Emanuel De Geer (unverheiratet gestorben 1877) über. Er übergab die Nachfolge von seinem Bruder Hofmarschall Freiherr Louis De Geer (gest. 1887) an dessen Sohn Freiherr Karl De Geer. Die letzte Schmiede in Lövstabruk wurde 1887 gebaut und war bis zum 5. November 1926 in Betrieb.

## Eisenbahn
Am 23. Dezember 1926 wurde die nördlichste Strecke der Roslagsbanan nach Lövstabruk eröffnet. Dies geschah etwa einen Monat nach Schließung der letzten Schmiede. Der nördlichste Haltepunkt der Bahn befand sich am Fluss Risforsån. Dort wurde mit dem Bau einer Brücke begonnen, welche aber nie fertiggestellt wurde. Man kann heute noch die Steinfundamente aus der damaligen Zeit sehen. Von Beginn war geplant, dass das Stationsgebäude nördlich von Lövstabruk liegen sollte, von wo aus ein totes Gleis zur etwa einen Kilometer entfernten Schmiede führte.
In diesem Stationshaus war auch eine Poststelle geplant. Die Eisenbahnstrecke sollte später um 10 Kilometer verlängert werden und bis nach Fagerviken in der Lövsta-Bucht führen. Doch wegen der Schließung des Hüttenwerkes wurden diese Pläne nie ausgeführt. Das tote Gleis blieb 30 Jahre in seinem Zustand und wurde 1956 abgerissen. Die Überreste des alten Bahndamms kann man heute noch sehen.

## Baudenkmal
Der Gutshof von Lövstabruk und der angrenzende Park wurden zum Baudenkmal ernannt und werden von der staatlichen Immobilienvereinigung (schwedisch Statens fastighetsverk) verwaltet.

## Bevölkerungsentwicklung
| Jahr | Einwohner | Fläche in Hektar |
| ---- | --------- | ---------------- |
| 1900 | 783       | unbekannt        |
| 1990 | 127       | 18               |
| 2000 | 118       | 20               |
| 2005 | 107       | 20               |
| 2010 | 96        | 20               |
| 2015 | 96        | 33               |